# Dylan Armstrong
Dylan Armstrong (* 15. Januar 1981 in Kamloops) ist ein kanadischer Kugelstoßer.
Ursprünglich lag der Schwerpunkt seiner sportlichen Aktivitäten beim Hammerwurf. Bei den Panamerikanischen Spielen der Junioren 1999 gewann er die Goldmedaille, ein Jahr später die Silbermedaille bei den Juniorenweltmeisterschaften in Santiago de Chile. Zwischen 2000 und 2002 wurde er dreimal in Folge Kanadischer Meister. Bei den Weltmeisterschaften 2001 in Edmonton schied er in der Qualifikation aus. Er hält den nordamerikanischen Hochschulrekord und Juniorenrekord. Seine Bestleistung erzielte er am 19. April 2003 in Walnut mit 71,51 m.
2004 wechselte er zum Kugelstoßen. Bereits ein Jahr später wurde er auch in dieser Disziplin Kanadischer Meister. 2007 gewann er bei den Panamerikanischen Spielen in Rio de Janeiro die Goldmedaille und erreichte er bei den Weltmeisterschaften in Osaka das Finale. Dort wurde er mit einer Weite von 20,23 m Achter.
Am 29. Mai 2008 verbesserte er in Belgrad den vier Jahre alten kanadischen Landesrekord von Brad Snyder um sechs Zentimeter auf 20,92 m. Im Finale der Olympischen Sommerspiele 2008 verbesserte er diese Marke auf 21,04 m und landete mit dieser Leistung auf dem dritten Rang, nur einen Zentimeter hinter dem Bronzemedaillengewinner Andrej Michnewitsch (Weißrussland), der im Jahre 2014 die Bronzemedaille aberkannt bekam. 28 Jahre nachdem der ehemalige Kanadische Meister Bruno Pauletto 1982 bei den Commonwealth Games die Goldmedaille gewann, gelang es Armstrong, bei den Commonwealth Games 2010 in Neu-Delhi mit einer Weite von 21,02 m diese Leistung zu wiederholen.
Bei den Weltmeisterschaften 2011 gewann Armstrong die Silbermedaille. Bei den Olympischen Spielen in London 2012 wurde er Fünfter mit 20,93 m.
Bei den Weltmeisterschaften 2013 in Moskau gewann er mit Saisonbestleistung von 21,34 m die Bronzemedaille.
Er ist 1,93 m groß und wiegt 113 kg. Derzeit trainiert Armstrong in seiner Heimatstadt beim ehemaligen ukrainischen Hammerwerfer Anatolij Bondartschuk.